# Acianthera macuconensis
Acianthera macuconensis es una especie de orquídea epifita originaria de Brasil donde se encuentra en la Río de Janeiro, Santa Catarina, Sao Paulo e Minas Gerais, en Brasil, y en Argentina en Misiones.

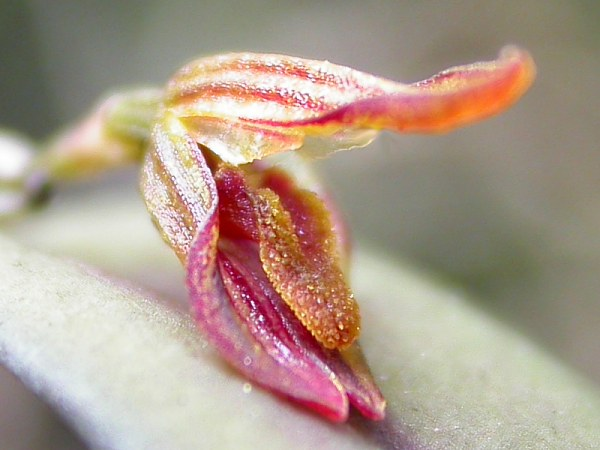
Flor

## Taxonomía
Acianthera macropoda fue descrita por (Barb.Rodr.) F.Barros y publicado en Hoehnea 30(3): 186. 2003.
Etimología
Acianthera: nombre genérico que es una referencia a la posición de las anteras de algunas de sus especies.
macuconensis: epíteto geográfico que alude a su localización en Macuco.
Sinonimia
- Acianthera macuconensis (Barb. Rodr.) Luer
- Pabstiella gonzalezii (Pabst) Luer
- Pleurothallis gonzalezii Pabst
- Pleurothallis macuconensis Barb.Rodr. basónimo
- Specklinia gonzalezii (Pabst) Luer[4][5]